# Gajerek
Gajerek – osiedle domków jednorodzinnych położone w zachodniej części Iławy. Rozciąga się między: południowym brzegiem jeziora Jeziorak a ul. Wiejską (na południu, ul. Biskupską (na zachodzie) i ul. 1 Maja (na wschodzie).

## Ulice
Osiedle obejmuje ulice:
- Biskupska (część)
- Brodnicka
- Bydgoska
- Chełmińska
- Działdowska
- Elbląska
- Gdańska
- pl. Gdański
- Grudziądzka
- Jasielska
- Kętrzyńska
- Kwidzyńska (część)
- 1 Maja (część)
- Malborska
- Mławska
- Nowomiejska
- Sobieskiego (część)
- Suska
- Sztumska
- Toruńska
- Wiejska (część)

## Komunikacja
Przez teren osiedla przebiega 7 linii komunikacji miejskiej. Są to linie numer:
- 1 - (Długa-Cmentarz)
- 2 - (Długa-Ogrody)
- 3 - (Długa-Nowa Wieś)
- 4 - (Dworzec Główny-Aleja Jana Pawła II)
- 5 - (Długa-Sienkiewicza)
- 7 - (Nowa Wieś-Nowa Wieś)
- 8 - (Długa-Radomek)

Linie biegną ulicami: Biskupską, Sobieskiego, 1 Maja, Wiejską i Kwidzyńską.